# Il vendicatore nero
Il vendicatore nero (The Dark Avenger) è un film del 1955, diretto dal regista Henry Levin. Michael Hordern, che interpreta il padre di Errol Flynn, era più giovane di lui di due anni.

## Trama
La storia narra di come il principe (definito principe nero) del Galles Edoardo riesce a liberare la sua fidanzata dai nemici francesi.